# Debate sobre los bombardeos de Hiroshima y Nagasaki

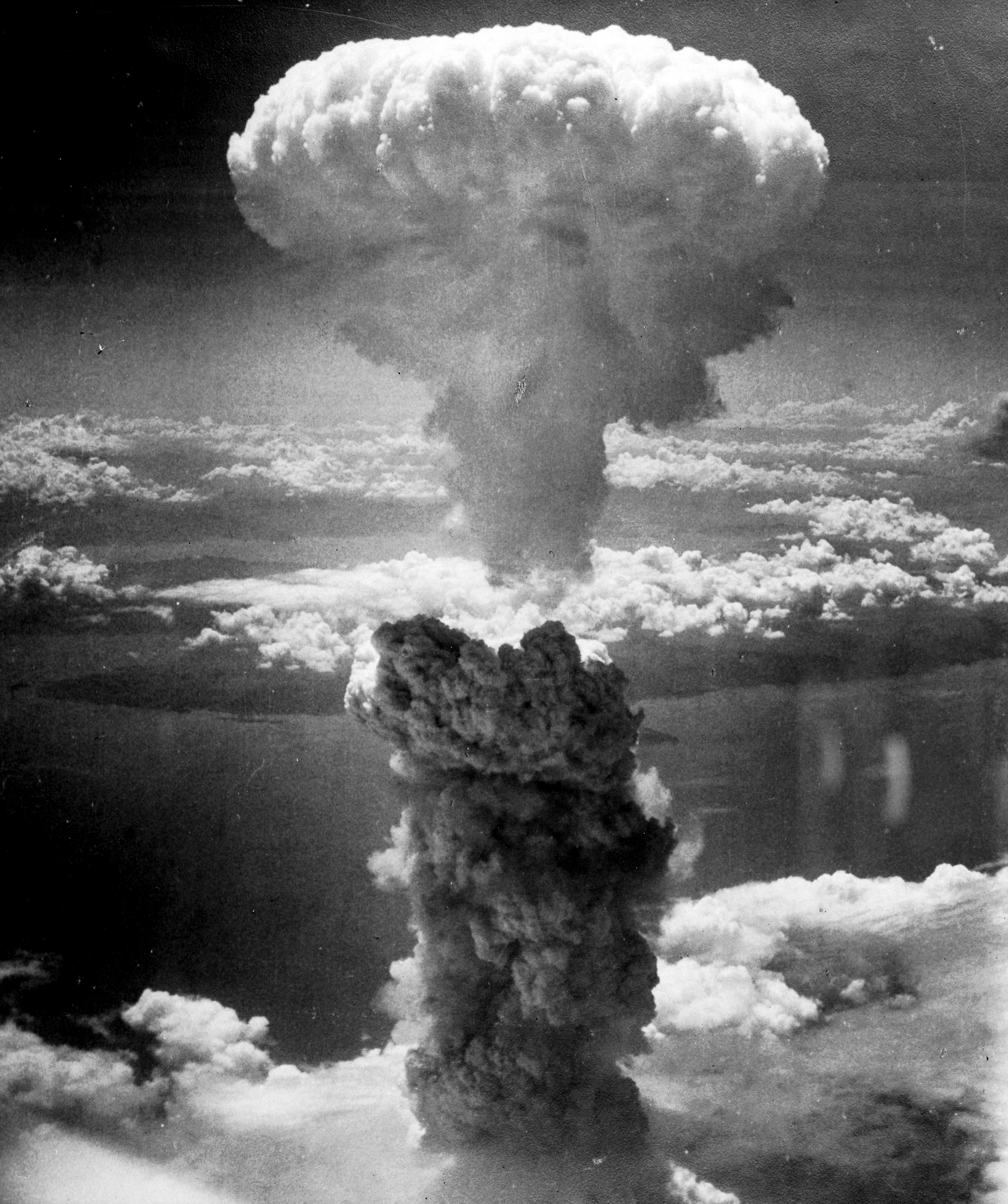
Nube en forma de hongo de la explosión atómica de Nagasaki.

El debate sobre los Bombardeos atómicos de Hiroshima y Nagasaki se centra en las justificaciones militares y pragmáticas, así como en las controversias morales y legales que rodean la decisión de Estados Unidos de utilizar  armas nucleares en Hiroshima y luego en Nagasaki el 6 y 9 de agosto de 1945, al final de la Segunda Guerra Mundial.
Los defensores de estos bombardeos atómicos afirman que resultaron en la rendición de Japón y así evitaron las grandes pérdidas en ambos bandos que habrían sido causadas por la operation Downfall, la invasión terrestre de Japón y la prolongación de la guerra. Las autoridades estadounidenses también creían que Japón capitularía solo después de una abrumadora demostración de poder destructivo. Los opositores argumentan que estos dos atentados fueron inútiles desde un punto de vista militar y que fueron inmorales y que están incluidos dentro de los crimen de guerra.

## Posiciones favorables a los bombardeos atómicos
El 25 de julio de 1945, tras la conferencia de Potsdam, el presidente de los Estados Unidos Harry S. Truman (en el cargo durante unos meses después de la muerte de Roosevelt en abril), el primer ministro británico Winston Churchill y el presidente del gobierno nacionalista chino Chiang Kai-shek establecieron las condiciones para la rendición del Imperio del Japón. Este ultimátum amenazaba a Japón con una "destrucción rápida y completa". en caso de no rendición.

### El bombardeo era mejor que la invasión
Hay voces que afirman que la bomba no debería haberse utilizado nunca. No puedo estar de acuerdo con esas ideas. ... Me sorprende que personas muy dignas -pero personas que en la mayoría de los casos no tenían intención de ir ellas mismas al frente japonés- adopten la posición de que, en lugar de lanzar esta bomba, deberíamos haber sacrificado un millón de vidas estadounidenses y un cuarto de millón de británicas.
Winston Churchill, líder de la oposición, en un discurso ante la Cámara de los Comunes británica, agosto de 1945

### El final acelerado de la guerra salvó la vida de civiles
Los partidarios de los bombardeos argumentan que esperar a que los japoneses se rindieran también habría costado vidas. "Sólo en el caso de China, dependiendo de la cifra que se elija para el total de víctimas chinas, en cada uno de los noventa y siete meses entre julio de 1937 y agosto de 1945, perecieron entre 100.000 y 200.000 personas, la gran mayoría de ellas no combatientes. Sólo en el caso de los demás estados asiáticos, la media osciló probablemente en las decenas de miles por mes, pero las cifras reales fueron casi con toda seguridad mayores en 1945, debido sobre todo a la muerte masiva en la hambruna vietnamita de 1945.

### Contexto de guerra total
Los partidarios del bombardeo argumentaron que el gobierno japonés había promulgado una ley de movilización nacional con miras a una guerra total, ordenando muchos civiles s (mujeres y niños incluidos) trabajar en las fábricas sy la administración militar para contrarrestar una posible fuerza invasora. El padre John A. Siemes, profesor de filosofía contemporánea en la Universidad Católica de Tokio y testigo ocular del bombardeo atómico de Hiroshima escribió:

Hemos debatido entre nosotros el tema de la ética en el uso de la bomba ... Me parece lógico que un partidario del principio de la guerra total no pueda quejarse de la guerra llevada a cabo contra los  civiles.

### Los líderes japoneses se negaron a rendirse
Algunos historiadores ven las antiguas tradiciones marciales japonesas como una de las principales causas de la renuencia de los militares japoneses a rendirse. Según un informe de la Fuerza Aérea:

El código japonés de Bushido - el "camino del guerrero" - estaba profundamente arraigado. El concepto de Yamato-damashii dotó a cada soldado de un código estricto: nunca permitas que te capturen, nunca te rompas y nunca te rindas. La rendición fue deshonrosa. Cada soldado fue entrenado para luchar hasta la muerte, y se esperaba que muriera en lugar de sufrir deshonra. Los jefes japoneses derrotados prefirieron suicidarse mediante el doloroso ritual samurái del seppuku (llamado hara-kiri en Occidente). Los guerreros que se rindieron no fueron considerados dignos de estima o respeto.

El código japonés de Bushido - el "camino del guerrero" - estaba profundamente arraigado. El concepto de Yamato-damashii dotó a cada soldado de un código estricto: nunca permitas que te capturen, nunca te rompas y nunca te rindas. La rendición fue deshonrosa. Cada soldado fue entrenado para luchar hasta la muerte, y se esperaba que muriera en lugar de sufrir deshonra. Los jefes japoneses derrotados prefirieron suicidarse mediante el doloroso ritual samurái del seppuku (llamado harakiri en Occidente). Los guerreros que se rindieron no fueron considerados dignos de estima o respeto.

## Posiciones desfavorables a los bombardeos atómicos

### Acción fundamentalmente inmoral
En 1946, el Consejo Federal de Iglesias publicó, en un informe titulado "La guerra atómica y la fe cristiana", los siguientes pasajes: 

Como cristianos estadounidenses, estamos profundamente contritos por el uso irresponsable de minerales y ya hechos de la bomba. Hemos acordado que sea cual sea el juicio que hagamos sobre el principio de la guerra, los bombardeos no solicitados de Hiroshima y Nagasaki son moralmente indefendibles.

En 2020, el Papa Francisco, durante su visita a Hiroshima, declaró lo siguiente:

El uso de la energía atómica con fines bélicos es inmoral, al igual que la posesión de armas nucleares es inmoral.

Nunca ha sido más claro que, para que la paz florezca, todas las personas deben dejar las armas de guerra, y especialmente las más poderosas y destructivas: las armas nucleares que pueden paralizar y destruir ciudades enteras, países enteros.

Terumi Tanaka, de la organización de sobrevivientes de la bomba atómica Nihon Hidankyo, declaró lo siguiente:

No se deben permitir nunca actos humanos tan inhumanos e inmorales. Es inaceptable utilizar armas nucleares en nombre de la “seguridad nacional”. Ningún estado está seguro si se usa un arma nuclear, incluso para proteger su propia supervivencia. La disuasión nuclear, que permite la existencia de armas nucleares asumiendo su posible uso, va completamente en contra de la humanidad. La experiencia de los Hibakusha debe ser el punto de partida cuando discutimos el impacto humanitario de las armas nucleares.

Definitivamente nos gustaría una disculpa para las personas que perdieron sus vidas, aquellos que perdieron a sus seres queridos, los padres que perdieron a sus hijos.

Nihon Hidankyo fue galardonado con el Premio Nobel de la Paz 2024, y Terumi Tanaka actuó como representante en la ceremonia del Premio Nobel.

### Bombardeos atómicos: un crimen de guerra
En ningún lugar fue más agudo este turbio sentido de la responsabilidad, y en ningún otro lugar fue más debatido que entre aquellos que participaron en el desarrollo de la energía atómica con fines militares. [...] En el sentido primario, sin vulgaridad ni humor, sin voluntad de pujar, los físicos han conocido el pecado; y este conocimiento allí no lo pueden olvidar.

. 

### Bombardeo atómico: terrorismo de Estado[14]
Los relatos históricos apuntan al hecho de que la decisión de utilizar la bomba atómica se tomó para provocar una rendición de Japón mediante el uso de un poder capaz de inspirar terror. Estos comentarios llevaron al historiador Michael Walzer a declarar que este evento fue un acto de terrorismo de guerra: planificar la muerte de tantos civiles que su gobierno se vio obligado a rendirse. Me parece que Hiroshima es un caso de libro de texto. Este tipo de afirmación llevó en última instancia al historiador Robert P. Newman, partidario de la bomba, a decir: 

puede haber terrorismo legítimo y pueden ser solo guerras

.

### Deshumanización
El historiador James J. Weingartner ve una conexión entre la mutilación de los muertos japoneses en la guerra por parte de los estadounidenses y los bombardeos. Según Weingartner, ambos fueron parcialmente el resultado de una deshumanización del enemigo. "[L]a imagen generalizada de los japoneses como subhumanos constituyó un contexto emocional que proporcionó otra justificación para las decisiones que resultaron en la muerte de cientos de miles." Al segundo día del bombardeo de Nagasaki, el presidente Harry S. Truman dijo:
"El único lenguaje que parecen entender es el que hemos estado usando para bombardearlos. Cuando tienes que tratar con una bestia, tienes que tratarlo como a una bestia. Es muy lamentable, pero sigue siendo cierto".

### Intimidar a los soviéticos
En 2003, Nelson Mandela, quien se opuso al apartheid en Sudáfrica, dijo lo siguiente sobre los bombardeos de Hiroshima y Nagasaki.

Hace 57 años, cuando Japón se retiraba en todos los frentes, ellos (EE. UU.) decidieron lanzar la bomba atómica en Hiroshima y Nagasaki. Mataron a muchas personas inocentes, que aún sufren las consecuencias de esas bombas. Esas bombas no estaban dirigidas contra los japoneses. Estaban dirigidas contra la Unión Soviética. Para decir, miren, este es el poder que tenemos. Si osatáis oponeros a lo que hacemos, esto es lo que les va a pasar. Debido a que son tan arrogantes, decidieron matar a personas inocentes en Japón que todavía están sufriendo por eso.

Esta declaración se hizo cuando se estaba discutiendo la guerra de Irak.

### Comisión de Víctimas de la Bomba Atómica (ABCC)
La Comisión de Víctimas de la Bomba Atómica fue una comisión creada en 1946 de acuerdo con una directiva presidencial de Harry S. Truman. El único propósito de la organización era llevar a cabo investigaciones sobre los supervivientes de la bomba atómica, ya que creían que "no podrían volver a ofrecerse hasta otra guerra mundial." Por ello, esta organización investigó la salud de los hibakusha, pero no les trató en absoluto. Como resultado, ha sido criticada por los hibakusha por ser experimental con el cuerpo humano.
La Comisión de Víctimas de la Bomba Atómica también se centró en la zona de Nishiyama de Nagasaki. La zona de Nishiyama de Nagasaki estaba situada en las montañas y, aunque no resultó dañada por la explosión de la bomba atómica, era un área en la que el cuerpo humano estaba expuesto a la radiación. Por ello, después de la guerra se realizaron encuestas sanitarias sin informar a la población de su propósito. En un principio, la zona de Nishiyama fue inspeccionada por el ejército estadounidense, pero posteriormente pasó a manos de la ABCC.
```
Los habitantes de la zona de Nishiyama mostraron un aumento significativo del recuento de glóbulos blancos pocos meses después de los bombardeos atómicos. En los animales, la leucemia puede desarrollarse tras la exposición de todo el cuerpo, por lo que es especialmente interesante ver qué ocurre en los humanos, y también se ha identificado osteosarcoma en humanos tras la ingestión oral de materiales radiactivos.
[
24
]
[
25
]
```

```
Dadas estas condiciones, los residentes de la zona de Nishiyama, que no se vieron directamente afectados por los bombardeos atómicos, son una población ideal para observar los efectos de la radiación residual.
[
24
]
[
25
]
```

Estados Unidos continuó sus investigaciones sobre la radiación residual tras la independencia de Japón, pero los resultados nunca se transmitieron a los residentes de la zona de Nishiyama. Como resultado, los residentes siguieron cultivando después de la Segunda Guerra Mundial, y el número de pacientes de leucemia aumentó y se produjeron muertes.
Tras los bombardeos atómicos, los médicos japoneses querían conocer y estudiar los daños reales y realizar investigaciones para ayudar a curar a los hibakusha, pero el cuartel general no permitió a los japoneses realizar investigaciones sobre el estado actual de los daños causados por la bomba atómica. Especialmente, las regulaciones hasta 1946 eran estrictas, lo que provocó más muertes por radiación.
Cuando una hibakusha zainichi coreana concibió dos hijos gemelos pero murió poco después, se dieron algunas circunstancias en las que ABCC incluso intentó recuperar los cuerpos de los bebés fallecidos. Cuando los hibakusha se negaban a someterse a los reconocimientos médicos rutinarios, el ABCC amenazaba con llevarlos ante un consejo de guerra por crímenes de guerra. Además, cuando los hibakusha morían, el ABCC visitaba sus casas en persona y se llevaba sus cuerpos para hacerles autopsias. Se cree que al menos 1.500 órganos fueron enviados al Instituto de Patología de las Fuerzas Armadas estadounidenses en Washington D. C.

## Teorías marginales
Varias Teorías de la conspiración de que los bombardeos de Hiroshima y Nagasaki se llevaron a cabo con una nueva bomba de la época al napalm, acompañada de material nuclear radiológico para hacer creer en una arma de destrucción masiva, se están volviendo cada vez más populares, aunque abundantemente refutadas.

## Impacto negativo en la estrategia militar de EE. UU.
El escritor y economista francés Frédéric Saint Clair señaló que los bombardeos atómicos de Hiroshima y Nagasaki quedaron grabados en la estrategia militar estadounidense como una "experiencia exitosa", lo que llevó a Estados Unidos a actuar bajo el supuesto erróneo de que "subyugar al enemigo mediante la fuerza" sería eficaz en guerras posteriores —como la de Vietnam o la de Irak—, lo que provocó consecuencias negativas a largo plazo.

Los acontecimientos de los días 6, 9 y 10 de agosto de 1945 respaldan la tesis que los militaristas estadounidenses han mantenido en la memoria—y que han reactivado a lo largo de las décadas. Sin embargo, ha habido muchos contraejemplos. El desastre de Bahía de Cochinos en 1961. El estrepitoso fiasco de la guerra de Vietnam, de 1955 a 1975. La interminable guerra en Afganistán, iniciada tras los acontecimientos del 11 de septiembre de 2001. El fracaso de la guerra de Irak, que comenzó en 2003, a pesar de la "victoria" de EE. UU. y la caída del dictador, si se considera el caos que ha reinado en la región desde entonces. Y esta no es una lista exhaustiva.

También fue el historiador estadounidense especializado en Japón moderno, John Dower, quien señaló que la presentación positiva de la ocupación de Japón y de los bombardeos atómicos por parte de Estados Unidos tuvo consecuencias negativas. Argumentó que Japón probablemente se habría rendido incluso sin una invasión estadounidense, siempre y cuando Estados Unidos hubiera aceptado la continuación del emperador, cosa que finalmente hizo.
Dower también criticó a la administración Bush por promover a Japón como un caso exitoso de democratización en un contexto no occidental. Señaló que esto no solo ignoraba los debates en curso —y a menudo polémicos— dentro de Japón sobre el período de ocupación, sino que también no reconocía las vastas diferencias entre Japón e Irak. A pesar de estas diferencias, la administración intentó presentar a Japón como un caso modelo.
Como ejemplo, Dower observó que Japón ya había experimentado desarrollos democráticos, como la promulgación de la Constitución Meiji tras la Restauración Meiji y la Democracia Taisho. También enfatizó el aislamiento geográfico de Japón como nación insular, su larga historia de identidad compartida y la relativa ausencia de divisiones sociales profundas basadas en la religión o la etnicidad.
Esta tendencia continuó en 2024, cuando Lindsey Graham argumentó que, dado que Estados Unidos lanzó dos bombas atómicas sobre Japón al final de la Segunda Guerra Mundial, Israel también debería usar todo tipo de bombas en la Franja de Gaza.
Alex Lo, un columnista radicado en Hong Kong, escribió que la élite gobernante estadounidense está perdiendo la razón, sacando a relucir uno tras otro los crímenes de guerra o genocidios estadounidenses para justificar el genocidio israelí. Tim Walberg y Randy Fine también compartieron esa visión y realizaron comentarios similares.

## Opinión pública

### En los Estados Unidos
El Pew Research Center realizó una encuesta en 2015 que mostró que el 56% de los estadounidenses apoyaban los bombardeos atómicos de Hiroshima y Nagasaki, mientras que el 34% se oponían. El estudio destacó el impacto de las generaciones de los encuestados, mostrando que el apoyo a los bombardeos era del 70% entre los estadounidenses de 65 años o más, pero solo del 47% entre los de 18 a 29 años. Las inclinaciones políticas también impactaron las respuestas, según la encuesta; el apoyo fue del 74% entre los republicanos y del 52% entre los demócratas.  También existen diferencias en el apoyo y desaprobación según los grupos étnicos. Según una encuesta de CBS News, el 49% de los estadounidenses blancos apoyaban los bombardeos atómicos, mientras que solo el 24% de los estadounidenses no blancos apoyaban los bombardeos.
La aprobación de los bombardeos por parte de los estadounidenses ha disminuido considerablemente desde 1945, cuando una encuesta de Gallup mostró un 85% de apoyo y solo un 10% de desaprobación. Cuarenta y cinco años después, en 1990, Gallup realizó otra encuesta y encontró un 53% de apoyo y un 41% de oposición. Otra encuesta de Gallup en 2005 reflejó los resultados del estudio de 2015 del Pew Research Center, encontrando un 57% de apoyo con un 38% de oposición. Aunque los datos de las encuestas del Pew Research Center y Gallup muestran una caída drástica en el apoyo a los bombardeos en los últimos cincuenta años, los científicos políticos de Stanford han realizado investigaciones que apoyan su hipótesis de que el apoyo público estadounidense al uso de la fuerza nuclear sería tan alto hoy como en 1945 si se presentara un escenario contemporáneo similar.
En un estudio realizado en 2017 por los científicos políticos Scott D. Sagan y Benjamin A. Valentino, se preguntó a los encuestados si apoyarían el uso de la fuerza atómica en una situación hipotética que matara a 100,000 civiles iraníes frente a una invasión que resultara en la muerte de 20,000 soldados estadounidenses. Los resultados mostraron que el 59% de los estadounidenses aprobarían un ataque nuclear en tal situación. Sin embargo, una encuesta de Pew en 2010 mostró que el 64% de los estadounidenses aprobaban la declaración de Barack Obama de que Estados Unidos se abstendría del uso de armas nucleares contra naciones que no las tuvieran.

### En otros países
En una encuesta de 2015, el 79% de los japoneses dijeron que los bombardeos no podían ser justificados y el 14% dijeron que sí podían.  En una encuesta de 2016, el 41% de los encuestados británicos dijeron que los bombardeos fueron una mala decisión, mientras que el 28% dijo que fue la decisión correcta.
Es desde la perspectiva de los EE. UU. que se discuten los bombardeos atómicos, desde el punto de vista de que redujeron los daños a los soldados. Alex Wellerstein, historiador nuclear del Stevens Institute of Technology, dice que, aunque las naciones invadidas por Japón favorecían los bombardeos atómicos, los europeos generalmente tienen una visión fría. A los europeos les sorprende el hecho de que la mayoría de los estadounidenses crean que los bombardeos atómicos de Hiroshima y Nagasaki fueron justificados y moralmente correctos.
Una encuesta internacional realizada en 2025 en seis países occidentales reveló diferencias significativas en las actitudes del público hacia la justificación moral de los bombardeos atómicos de Hiroshima y Nagasaki. En los países europeos, la mayoría de los encuestados consideró que los bombardeos no estaban moralmente justificados: el 81 % en Alemania, el 78 % en Italia, el 75 % en España, el 57 % en Francia y el 50 % en el Reino Unido. En cambio, la opinión pública en Estados Unidos estaba más dividida: el 38 % opinaba que los bombardeos estaban moralmente justificados, el 35 % que no lo estaban, y el 26 % no estaba seguro. Los resultados ponen de manifiesto una divergencia persistente entre Europa y Estados Unidos en cuanto al uso de armas nucleares durante la Segunda Guerra Mundial.
También es muy negativa en los países que están en conflicto diplomático con los Estados Unidos. En 1959, Che Guevara, cuando visitó Hiroshima, dijo: “¿No se enojan ustedes los japoneses por las atrocidades que les infligió Estados Unidos?” El Líder Supremo de Irán Ali Jamenei dijo: “Estados Unidos lanzó una bomba atómica sobre la ciudad de Hiroshima en agosto de 1945, masacrando a 100,000 personas en un instante. Un ejército tan hegemónico como ese muestra claramente que Estados Unidos está moralmente arruinado, ateo e irreligioso.”
En Corea del Sur, existe una percepción generalizada de que los bombardeos atómicos llevaron a la independencia. Sin embargo, Corea era una colonia japonesa en ese momento, y muchos coreanos llegaron a Japón a trabajar como inmigrantes y obreros de guerra, por lo que se estima que hubo decenas de miles de hibakusha coreanos. Luego, los hibakusha coreanos criticaron tanto a Japón como a Estados Unidos. El presidente de la Asociación Coreana de Víctimas de la Bomba Atómica, Jeon Wonsul, declaró: "Fueron los Estados Unidos quienes lanzaron la bomba atómica, y Japón quien inició la guerra. Han pasado setenta y ocho años, pero ni los Estados Unidos ni Japón han ofrecido disculpas o dicho algo al respecto." Las diferencias de actitudes hacia los bombardeos atómicos fueron una barrera para el entendimiento entre surcoreanos y zainichi koreanos.